# Балка Боржник
Балка Должик — балка (річка) в Україні на території Краснолуцької міської ради Луганської області. Ліва притока річки Міусу (басейн Азовського моря).

## Опис
Довжина балки приблизно 6,46 км, найкоротша відстань між витоком і гирлом — 4,58  км, коефіцієнт звивистості річки — 1,41 . Формується декількома балками та загатами.

## Розташування
Бере початок на південній околиці міста Хрустальний. Тече переважно на південний захід через місто Міусинськ і впадає у річку Міус.

## Цікаві факти
- На правому березі балки пролягає автошлях Н21[2] (автомобільний шлях національного значення на території України, Старобільськ — Луганськ — Хрустальний — Макіївка — Донецьк. Проходить територією Луганської та Донецької областей.).